# Bertalicia Peralta
Bertalicia Peralta (Ciudad de Panamá, 1 de marzo de 1939) es una escritora panameña, ganadora de diversos premios literarios, entre ellos una mención honorífica en el Concurso Ricardo Miró.

## Biografía
Estudió pedagogía, periodismo y relaciones públicas en la Universidad de Panamá, y además recibió educación musical en el Instituto Nacional de Música. Posteriormente, fue profesora de escuela secundaria por dos años.
Como periodista, ejerció el periodismo cultural y trabajó en relaciones públicas de varias entidades públicas. Se inclinó en la crítica literaria, música y teatro. Adicionalmente, fue guionista de televisión y libretista de radio. También fue fundadora y codirectora de la revista literaria panameña "El pez original", entre 1968 y 1970; y la página literaria "Letras de crítica".
Como escritora, se especializa en la poesía y cuento, publicando en revistas, antologías y suplementos literarios de América y Europa. Sus obras han sido traducidas al inglés, francés, italiano y portugués.
Con Sendas fugitivas recibió una mención honorífica del Premio Ricardo Miró en 1962, mientras que con el cuento "Casa partida" obtuvo el Premio Universidad de Panamá en 1971. También en el mismo año ganó el tercer lugar del Concurso Internacional de Poesía José Martí en Perú, con la poesía Un lugar en la esfera celeste. En 1973 recibió mención en el certamen de poesía latinoamericana de Casa de las Américas en Cuba, con su obra Libro de las fábulas. También en ese mismo año recibió mención en el Premio Universidad en la categoría poesía con Himno a la alegría, y además fue premiada en el mismo concurso en la categoría cuento con Barcarola y otras fantasías incorregibles. En 1974 ganó el Premio Itinerario de Cuento del Instituto Nacional de Cultura de Panamá con la obra Muerto en enero. En 1980 recibió premio y mención en el mismo certamen, con Encore y Guayacán de marzo.
Peralta fue una de los primeros escritores panameños en no ocultar su homosexualidad y expresarla en su escritura, junto a figuras como Juan Dal Vera, Roberto McKay y Agustín Del Rosario, quienes al igual que ella también se graduaron en la Universidad de Panamá.

## Obras[4]
- Canto de esperanza filial (1962)
- Sendas fugitivas (1963)
- Dos poemas (1964)
- Atrincherado amor (1965)
- Los retornos (1966)
- Largo in crescendo (cuento, 1967)
- Crecimiento (colaboración, 1970)
- Un lugar en la esfera celeste (1971)
- Siete (colaboración, 1971)
- Himno a la alegría (1973)
- Bacarola y otras fantasías incorregibles (cuento, 1973)
- Muerto en enero (cuento, 1974)
- Ragul (1976)
- Libros de las fábulas (1976)
- Casa flotante (1979)
- Encore (cuento, 1980)
- Guayacán de marzo (cuento, 1980)
- Frisos (1982)
- En tu cuerpo cubierto de flores (1985)
- Puros cuentos (cuento, 1986)
- Zona de silencio (1987)
- Piel de gallina (1990)
- Invasión U.S.A., 1989 (1990)
- Leit-Motiv, (1999)[2]